# サクラショウリ
サクラショウリとは日本の競走馬である。名種牡馬パーソロンが送り出した初めての牡馬クラシックホースであり、おもな勝ち鞍に1978年の東京優駿（日本ダービー）と1979年の宝塚記念があるほか、1978年に優駿賞最優秀4歳牡馬を受賞した。種牡馬としてもサクラスターオーなどを出した。主戦騎手は小島太。

## 戦績

### 3歳時
サクラショウリは、1977年6月札幌でデビュー。デビューから3戦はダート戦で3着、3着、4着と勝ち切れなかったが、初めて芝でのレースとなった4戦目で初勝利を挙げた。この4戦目から小島太が騎乗している。
その後、200万下の白菊賞を勝ったサクラショウリは朝日杯3歳ステークスに挑戦したが、優勝したギャラントダンサーから約4馬身離された3着に終わり、この年を終えている。

### 4歳時
明けて1978年、サクラショウリは京成杯から始動したが、タケデンの3着に終わった。それでも東京4歳ステークスでファンタストに競り勝って1着になり、重賞初制覇を果たした。
しかし、続く弥生賞は2着、クラシック第1戦の皐月賞もスタートで出遅れ、脚を余して3着に敗れ、2レースとも東京4歳ステークスで破ったファンタストにやり返される形で屈した。。しかし、小島は内心では、これならダービーの2400メートルも折り合いさえつけば大丈夫という自信が生まれた。その晩、残念会の席で小島は全演植オーナーに「オヤジ、３着のおかげで俺はダービーを勝つ自信がついた。いや、絶対勝ってみせる」と大ミエを切った。
クラシック第2戦の日本ダービーでは、サクラショウリは2番人気に推された。皐月賞後、サクラショウリの状態は恐ろしいぐらい良くなり、小島は、自分が失敗しなければ勝てるという確信を持って臨んだ。レースではサクラショウリは道中6、7番手を進み、直線半ばで先頭に立つと、外から追ってきたアグネスホープを半馬身差抑えて勝利した。
秋はセントライト記念から始動。このレースで1番人気に推されたサクラショウリは快勝した。しかし、続く京都新聞杯ではメジロイーグルに逃げ切りを許し2着、クラシック最終戦の菊花賞では単枠指定の1番人気に推されたが、インターグシケンの5着に敗れた。
そして、暮れの有馬記念はカネミノブの5着に終わり、この年を終えている。

### 5 - 6歳時
1979年、古馬になったサクラショウリはアメリカジョッキークラブカップから始動。このレースでグリーングラスに競り勝って1着になったサクラショウリは続く目黒記念（春）も快勝し重賞連勝を果たした。
だが、続く中山記念は2着、天皇賞（春）もカシュウチカラの2着と勝ち切れないレースが続いた。それでも続く第20回宝塚記念ではレコードタイムで制し、2つ目のビッグタイトルを手にした。
しかし宝塚記念後、秋になってからのサクラショウリは精彩を欠いた。天皇賞（秋）5着、有馬記念6着と着順こそ悪くないものの勝ち馬に離されるレースが続いた。
明けて1980年、6歳になったサクラショウリはアメリカジョッキークラブカップから始動するも4着と完敗。続く目黒記念（春）も11着と大敗し、これを契機に引退した。
通算成績は24戦8勝。掲示板を外したのは5歳時の有馬記念と引退レースとなった目黒記念（春）のみと、負けたレースでも常に好走を続けた。

## 引退後
引退後は種牡馬となり、二冠馬サクラスターオーやサムソンビッグ（きさらぎ賞）、サクラトモエオー（ジュニアカップ）、アスカクラウン（ダイヤモンドステークス2着）らを輩出したが気性の悪い産駒が多く、全体的には低調だった。サクラスターオーは父が獲れなかった皐月賞と菊花賞を勝ち、親子で3冠を獲得する形になっている。
代表産駒であるサクラスターオーがレース中のアクシデントで早逝してしまったため、同じ父親を持つメジロアサマはメジロティターンを、シンボリルドルフはトウカイテイオーをそれぞれ後継種牡馬に残したが、本馬は最後まで後継種牡馬には恵まれなかった。
1995年には種牡馬からも引退。新和牧場で余生を送っていたが、1999年に老衰のため死亡した。

### 主な産駒
- サクラスターオー（皐月賞、菊花賞、弥生賞）
- サムソンビッグ（きさらぎ賞）

### 母の父としてのおもな産駒
- ナムラクレセント（阪神大賞典）
- レジェンドハンター（デイリー杯3歳ステークス、全日本サラブレッドカップ、朝日杯3歳ステークス2着、兼六園ジュニアカップ、スプリングカップ、東海桜花賞、名港盃、スプリント、サマーカップ）
- ヘイワンリーフ（関東オークス、東京プリンセス賞）

## 血統
| サクラショウリの血統トウルビヨン系 / Avena、Choclo 4×4=12.50%、Tourbillon 5×5=6.25% | サクラショウリの血統トウルビヨン系 / Avena、Choclo 4×4=12.50%、Tourbillon 5×5=6.25% | サクラショウリの血統トウルビヨン系 / Avena、Choclo 4×4=12.50%、Tourbillon 5×5=6.25% | （血統表の出典） | （血統表の出典） |
| 父 * パーソロン Partholon 1960 鹿毛                                                 | 父の父Milesian 1953 鹿毛                                                            | My Babu                                                                             | Djebel           | Djebel           |
| 父 * パーソロン Partholon 1960 鹿毛                                                 | 父の父Milesian 1953 鹿毛                                                            | My Babu                                                                             | Perfume          |                  |
| 父 * パーソロン Partholon 1960 鹿毛                                                 | 父の父Milesian 1953 鹿毛                                                            | Oatflake                                                                            | Coup de Lyon     | Coup de Lyon     |
| 父 * パーソロン Partholon 1960 鹿毛                                                 | 父の父Milesian 1953 鹿毛                                                            | Oatflake                                                                            | Avena            |                  |
| 父 * パーソロン Partholon 1960 鹿毛                                                 | 父の母Paleo 1953 鹿毛                                                               | Pharis                                                                              | Pharos           | Pharos           |
| 父 * パーソロン Partholon 1960 鹿毛                                                 | 父の母Paleo 1953 鹿毛                                                               | Pharis                                                                              | Carissima        |                  |
| 父 * パーソロン Partholon 1960 鹿毛                                                 | 父の母Paleo 1953 鹿毛                                                               | Calonice                                                                            | Abjer            | Abjer            |
| 父 * パーソロン Partholon 1960 鹿毛                                                 | 父の母Paleo 1953 鹿毛                                                               | Calonice                                                                            | Coronis          |                  |
| 母 * シリネラ Shirinella 1968 芦毛                                                  | 母の父* フォルティノ Fortino 1959 芦毛                                              | Grey Sovereign                                                                      | Nasrullah        | Nasrullah        |
| 母 * シリネラ Shirinella 1968 芦毛                                                  | 母の父* フォルティノ Fortino 1959 芦毛                                              | Grey Sovereign                                                                      | Kong             |                  |
| 母 * シリネラ Shirinella 1968 芦毛                                                  | 母の父* フォルティノ Fortino 1959 芦毛                                              | Ranavalo                                                                            | Relic            | Relic            |
| 母 * シリネラ Shirinella 1968 芦毛                                                  | 母の父* フォルティノ Fortino 1959 芦毛                                              | Ranavalo                                                                            | Navarra          |                  |
| 母 * シリネラ Shirinella 1968 芦毛                                                  | 母の母Shirini 1961 青毛                                                             | Tehran                                                                              | Bois Roussel     | Bois Roussel     |
| 母 * シリネラ Shirinella 1968 芦毛                                                  | 母の母Shirini 1961 青毛                                                             | Tehran                                                                              | Stafaralla       |                  |
| 母 * シリネラ Shirinella 1968 芦毛                                                  | 母の母Shirini 1961 青毛                                                             | Confection                                                                          | Fun Fair         | Fun Fair         |
| 母 * シリネラ Shirinella 1968 芦毛                                                  | 母の母Shirini 1961 青毛                                                             | Confection                                                                          | Choclo F-No.22-a |                  |

- 全弟サクラシンボリはエプソムカップの勝ち馬で、種牡馬となった。
- 全妹テンパーソロンはクイーン賞の勝ち馬で、曾孫にアートブライアン（トゥインクルレディー賞、ファーストレディー賞）・アートサハラ（羽田盃）の姉弟がいる。